# Campionati mondiali di triathlon a staffetta
Il campionato mondiale di triathlon a staffetta è stata una competizione internazionale di triathlon organizzata dall'International Triathlon Union (ITU) in tre occasioni: 2003, 2006 e 2007. Le staffette erano divise per sesso ed erano formate da tre donne o tre uomini.
In seguito, l'ITU ha deciso di organizzare i campionati mondiali di triathlon a staffetta mista (o Mixed Relay) in cui ogni squadra è composta da due uomini e due donne, organizzati dall'anno 2009 e introdotti nei programmi olimpici già da Londra 2012.

## Albo d'oro

### Élite Uomini
| Edizione | Anno | Città                    | Oro                                                              | Argento                                                    | Bronzo                                                      |
| -------- | ---- | ------------------------ | ---------------------------------------------------------------- | ---------------------------------------------------------- | ----------------------------------------------------------- |
| I        | 2003 | Tiszaújváros ( Ungheria) | Australia Simon Thompson Richie Cunningham Brad Kahlefeldt       | Spagna Clemente Alonso José Merchán Iván Raña              | Ucraina Volodymyr Turbayevski Andri Glushchenko Maxim Kriat |
| II       | 2006 | Cancún ( Messico)        | Stati Uniti Brian Fleischmann Andy Potts Matthew Reed            | Germania Jan Frodeno Maik Petzold Daniel Unger             | Canada Kyle Jones Colin Jenkins Paul Tichelaar              |
| III      | 2007 | Tiszaújváros ( Ungheria) | Russia Alexandr Briujankov Vladimir Turbayevski Dmitri Polianski | Germania Christian Prochnow Helge Mütschard Claude Eksteen | Spagna Francesc Godoy Javier Gómez Noya José Tovar          |

### Élite Donne
| Edizione | Anno | Città                    | Oro                                                           | Argento                                                    | Bronzo                                                |
| -------- | ---- | ------------------------ | ------------------------------------------------------------- | ---------------------------------------------------------- | ----------------------------------------------------- |
| I        | 2003 | Tiszaújváros ( Ungheria) | Australia Nikki Egyed Mirinda Carfrae Pip Taylor              | Spagna Ainhoa Murua Pilar Hidalgo Ana Burgos               | Italia Beatrice Lanza Silvia Gemignani Nadia Cortassa |
| II       | 2006 | Cancún ( Messico)        | Italia Daniela Chmet Beatrice Lanza Nadia Cortassa            | Stati Uniti Sarah True Michelle Lindsay Mary Beth Ellis    | Spagna Ainhoa Murua Ana Burgos Zuriñe Rodríguez       |
| III      | 2007 | Tiszaújváros ( Ungheria) | Russia Irina Abysova Yevgueniya Matveyeva Anastasiya Yatsenko | Ucraina Inna Tsyganok Yuliya Yelistratova Olesia Prystaiko | Italia Daniela Chmet Charlotte Bonin Nadia Cortassa   |

## Medagliere storico
- Aggiornato ad Amburgo 2007.

| Pos. | Paese       | Oro | Argento | Bronzo |    |
| ---- | ----------- | --- | ------- | ------ | -- |
| 1    | Australia   | 2   | 0       | 0      | 2  |
| 2    | Russia      | 2   | 0       | 0      | 2  |
| 3    | Stati Uniti | 1   | 1       | 0      | 2  |
| 4    | Italia      | 1   | 0       | 2      | 3  |
| 5    | Spagna      | 0   | 2       | 2      | 4  |
| 6    | Germania    | 0   | 2       | 0      | 2  |
| 7    | Ucraina     | 0   | 1       | 1      | 2  |
| 8    | Canada      | 0   | 0       | 1      | 1  |
|      | TOTALE      | 6   | 6       | 6      | 18 |